# Asbjørn Sunde
Asbjørn Edvin Sunde (12. december 1909 – 23. april 1985) var en norsk modstandsmand og sabotør mod den tyske besættelse af Norge under 2. verdenskrig. Han var derudover sømand og spaniensfrivillig, samt kommunist.
Sunde var leder af Osvald-gruppen, den første og mest aktive væbnede civile modstandsgruppe, som under Sundes ledelse gennemførte 39 sabotageaktioner i Norge.
Osvaldgruppen var en efterfølger til Wollweber-organisationen, og blev oprettet efter anbefaling fra Sovjetunionen. Under krigens løb udførte Sunde og hans gruppe en lang række aktioner på direkte ordre fra den norske eksil-regering i London, formidlet via Milorg og regeringsloyale ledere i Oslo politi. Det synes rimelig at antage, at Sunde gennem krigen forblev trofast og loyal overfor den norske regering som var allieret med Sovjetunionen.
Sunde blev i 1954 dømt for landsforræderi og spionage for Sovjetunionen. Han blev prøveløsladt, efter at have afsonet 2/3 af sin straf i 1959. Den norske historiker Lars Borgersrud, der har skrevet doktorafhandling om Osvaldgruppen, mener at dommen skyldtes en "hysterisk stemning i Norge på denne tida. Personen Asbjørn Sunde passet inn som personifiseringen av det kommunistiske fiendebildet makthaverne ville skape. Han ville ikke blitt dømt hvis han hadde stilt for retten i dag, sier Borgersrud, som hevder innholdet i saken mot Sunde i realiteten var fiktivt".
Videre udtaler Borgersrud om selve dommen at retten "mente å ha funnet det bevist at Sunde hadde overlevert hemmelige militære opplysninger til russerne. Det ble ikke bevist, men retten la likevel til grunn at det hadde skjedd".